# Binyavanga Wainaina
Kenneth Binyavanga Wainaina (født 18. januar 1971, død 21. maj 2019 i Nairobi) var en kenyansk forfatter og journalist. Han vandt i 2002 Caineprisen for afrikansk litteratur og blev i 2014 inkluderet på Time Magazines liste over de 100 mest indflydelsesrige mennesker i verden.
Binyavanga Wainaina blev født i Nakuru, Kenya. Han studerede på University of Transkrei i Sydafrika og University of East Anglia i England.
Hans debut, erindringen One Day I Will Write About This Place, blev udgivet i 2011. I januar 2014 offentliggjorde Wainaina at han er homoseksuel i kølvandet på at en række afrikanske lande annoncerede love imod homoseksualitet.
Han var grundlægger og koordinator af 'Kwani?', et litterært netværk i Kenya der publicerer afrikansk litteratur, holder foredrag og træningworkshops og fremmer både lokale og globale netværk.
Wainaina døde i Nairobi 21. maj 2019.